# جون وكريستوفر رايت
جون رايت (بالإنجليزية: John Wright)‏‏ (يناير 1568 - تُوفي في 8 نوفمبر 1605) وكريستوفر رايت (بالإنجليزية: Christopher Wright)‏‏ (1570؟ - تُوفي في 8 نوفمبر 1605)، كانا عضوين في مجموعةِ الكاثوليك الإنجليز الإقليمية التي خَططت لمؤامرة البارود الفاشلة عام 1605.